# The Chicks
The Chicks is een Amerikaans vrouwelijk countrytrio bestaande uit Emily Erwin, Martie Erwin en Natalie Maines. Tot juni 2020 heette de band de Dixie Chicks.

## Geschiedenis
De Dixie Chicks werd opgericht in 1989 in Dallas, door de zusters Martie en Emily Erwin, Laura Lynch en Robin Lynn Macy. Hun muziekstijl was bluegrass en ze brachten hun eerste cd uit in 1990, Thank Heavens for Dale Evans. In 1992 verliet Robin Lynn Macy de band om een solocarrière na te streven en Laura Lynch werd in 1995 vervangen door de zangeres Natalie Maines. Hun vierde album, Wide Open Spaces, de eerste met Maines als zangeres, verkocht 12 miljoen exemplaren in de Verenigde Staten.
In maart 2003 zei Natalie Maines (die uit Texas komt) tijdens een concert in Londen dat ze zich schaamde dat de president van de Verenigde Staten (Bush) ook uit Texas kwam. Deze opmerking viel aan de vooravond van de Irakoorlog in verkeerde aarde bij de conservatieve zuidelijke fans, die het beledigend vonden dat Maines de president in het buitenland had bekritiseerd. Hierop volgde een boycot van hun muziek in de Verenigde Staten. Ook de beroemde zanger Pat Boone toonde zijn verontwaardiging voor de anti-Bush-houding van de Dixie Chicks.
De populariteit van de groep steeg echter langzamerhand weer. In 2007 kregen zij niet minder dan vijf Grammy Awards voor Taking the Long Way (Album of the Year en Best Country Album) en Not Ready to Make Nice (Song of the Year, Record of the Year en Best Country Performance by a Duo or Group with Vocal). Volgens CNN waren de prijzen mede te danken aan hun politieke stellingname.
Na 2007 trad de band steeds minder op, na een tournee in het voorprogramma van The Eagles in 2010 was het jarenlang stil rond de band. Natalie Maines maakte een soloalbum en Emilie en Martie maakten een album onder de naam Court Yard Hounds. Na een kleine tournee door Canada, Engeland en Noord-Europa in 2013-14, waren ze in 2016 met de "DCX MMXVI World Tour" voor het eerst in tien jaar weer als hoofdartiesten op het podium te zien met een wereldtournee door Europa, de Verenigde Staten en Canada, en in 2017 in Nieuw-Zeeland en Australië.
Op 25 juni 2020 heeft de band laten weten hun naam te wijzigen van de Dixie Chicks naar The Chicks vanwege de associatie van het woord dixie met het slavernijverleden in Amerika.
Op 17 juli 2020 verscheen wereldwijd het album Gaslighter. 

## Leden
- Natalie Maines - zang, omnichord, akoestische en elektrische gitaar, basgitaar, papoose
- Martie Maguire - viool, viola, mandoline, achtergrondzang, strijkers
- Emily Strayer - banjo, akoestische en elektrische gitaar, papoose, dobro, accordeon, sitar, achtergrondzang, contrabas

### Oud-leden
- Laura Lynch - basgitaar (1989-1995)
- Robin Lynn Macy - akoestische gitaar (1989-1992)

Lynch overleed in december 2023 na een auto-ongeval en werd 65 jaar oud.

## Discografie
Oorspronkelijke line-up:
- 1990: Thank Heavens for Dale Evans
- 1992: Little Ol' Cowgirl
- 1993: Shouldn't a Told You That

Met Natalie Maines:
- 1998: Wide Open Spaces
- 1999: Fly
- 2002: Home
- 2003: Top of the World Tour: Live
- 2006: Taking the Long Way
- 2010: The essential
- 2020: Gaslighter